# أزوسا كاتاوكا
أزوسا كاتاوكا (باليابانية: 片岡あづさ؛ بالكانا: えのき あづさ) هي مؤدية صوت يابانية، ولدت في 1988 في تشيبا في اليابان.

## وصلات خارجية
- الموقع الرسمي
- أزوسا كاتاوكا على موقع IMDb (الإنجليزية)
- أزوسا كاتاوكا على موقع ميوزك برينز (الإنجليزية)
- أزوسا كاتاوكا على موقع أول ميوزيك (الإنجليزية)
- أزوسا كاتاوكا على موقع ديسكوغز (الإنجليزية)
- أزوسا كاتاوكا على موقع قاعدة بيانات الفيلم (الإنجليزية)
- أزوسا كاتاوكا على موقع ANN person (الإنجليزية)